# Złoty kluczyk, czyli niezwykłe przygody pajacyka Buratino
Złoty kluczyk, czyli niezwykłe przygody pajacyka Buratino (tytuł oryginalny: Золотой ключик, или Приключения Буратино) – baśń Aleksieja Tołstoja napisana na motywach Pinokia Carla Collodiego. Wydana po raz pierwszy w 1936 roku.

## Adaptacje filmowe
- Złoty kluczyk – radziecki film z 1939 roku w reżyserii Aleksandra Ptuszko.
- Przygody Buratina – radziecki film animowany z 1959 roku w reżyserii Iwana Iwanowa-Wano, Dmitrija Babiczenko i Michaiła Botowa.
- Przygody Buratino – radziecki film fabularny z 1975 roku w reżyserii Leonida Nieczajewa.